# Gabriella Vergani
Pour les articles homonymes, voir Gabriella et Vergani.
Gabriella Vergani, née à São Sebastião dans l'État de São Paulo, est une actrice brésilienne,.

## Biographie
Gabriella Vergani tient l'un des deux rôles principaux du long-métrage d'Augusto Sevá (pt) sorti en 2018, Tais & Taiane.

## Filmographie
- 2011 : Jiboia (Boa) (court métrage) : Gracekelly
- 2012 : Chapô (Hoodie) (court métrage) : Penélope
- 2013 : Sem Alma (court métrage) : Poly
- 2014 : Desconsolo (court métrage) : Naty
- 2014 : O Negócio (série télévisée) : Leticia, la stagiaire
- 2017 : Cacaya : Gabriella
- 2018 : Alice diz adeus (court métrage) : Alice
- 2018 : Tais & Taiane : Tais